# Jiří Jakub Březský
Jiří Jakub Březský (před 1620–1676) byl přibližně od roku 1636 úředníkem v eggenberských službách v Českém Krumlově, a to zprvu jako účetní, od roku 1657 jako sirotčí písař/správce.

## Nobilitace
Diplomem z 28. ledna 1671 byl knížetem Janem Kristiánem z Eggenberku (1641–1710), pánem na Krumlově, povýšen do šlechtického stavu s přídomkem "z Birkenfelsu";[nenalezeno v uvedeném zdroji] přídomek odkazoval na německou podobu, překlad příjmení nobilitovaného.
V době nobilitování byl Jiří Jakub Březský zaměstnán v těchto službách již 34 let. 2. prosince 1670 zažádal eggenberského sekretáře Jana Karla Puffera z Greifelthalu o přímluvu za nobilitaci u Jana Kristiána z Eggenberku. Ve své žádosti uvedl, že během válek v 1. polovině 17. století zachránil svým obratným jednáním Eggenberkům velké množství peněz [...], zároveň připomněl zásluhy svých předků (v návrhu nobilitační listiny: „Vor- und Eltern“), kteří se ještě za dob Rožmberků (Petra Voka) účastnili různých válečných tažení do Uher proti Turkům. (Pomáhali dobývat města a pevnosti; v následujících válkách často s nasazením vlastního života; získali si mimořádný věhlas; pomáhali císařskému vojsku i vlastním majetkem.) Záhy byl dán Březskému k vyjádření navrhovaný erb. Přilba s otevřeným hledím (na erbu) vyjadřovala právo majitele erbu účastnit se rytířských klání.[zdroj?]

## Předkové
Předky Jiřího Jakuba Březského se z dostupných pramenů nepodařilo jednoznačně ověřit. Pro shodu jmen a postavení na (tehdy rožmberském) krumlovském dvoře lze předpokládat, že by jimi mohli být Michal Březský z Ploškovic (Ploskovic), v roce 1551 vrchní hejtman všech rožmberských panství, a Zdeněk Březský, roku 1576 purkrabí krumlovského panství.
Podle (nezveřejněného) nedávno objeveného zápisníku jednoho z potomků rodu, Antonína Břeského (1831-1913), v němž je zachycena i historie rodu podle vyprávění autorova dědečka Jana Pavla Břeského (1748-1824), mlynáře na horusickém mlýně, sahá historie rodu ještě více do minulosti: k Břeským z Březí (dnešní Vlachovo Březí), později Břeští z Březí u Sedlčan, vč. Břeských z Netvořic u Neveklova, pak Břeští z Ploskovic (nobilitovaní 1531): Podle výše zmíněného zápisníku: "Tvoji předci byli třikrát do stavu povýšeni a vždy, když zchudli, přestali se psáti."

## Potomci
Potomci Jiřího Jakuba se většinou věnovali řemeslu: mlynáři v Březí-Poříčí, na Libochovském mlýně, Podhradském mlýně na Hluboké, mlýně ve Veselí n. L., Horusicích u Veselí, na Opatovickém mlýně u Třeboně, ve Skrýchově u Jindřichova Hradce.[zdroj?]